# Más, mucho más...
Más, mucho más... es el quinto álbum de estudio de la boy band puertorriqueña Menudo, lanzado en 1980 por la discográfica Padosa. Producido por Edgardo Díaz, con arreglos de Miguel Moriarty y Alejandro Monroy, fue grabado en estudios de Puerto Rico y España y contó con coros reforzados y canciones dirigidas al público juvenil.
Formaban parte de la agrupación los hermanos Meléndez — Óscar y Ricky — junto con Fernando Sallaberry, René Farrait y el nuevo integrante Johnny Lozada, quien reemplazó a Carlos.
Ese mismo año, se lanzaron dos recopilaciones con el mismo título en Panamá — con diez pistas, de las cuales solo tres pertenecían al álbum original — y en Venezuela — conservando el título y la portada originales. La promoción del álbum incluyó presentaciones televisivas. La canción "No quiero decir adiós" destacó como tema de cierre del programa del grupo en la cadena Telemundo.
Este sería el último álbum en el que participaría Fernando, ya que alcanzó la edad límite de 15 años (aunque dejó el grupo a los 14), en noviembre y fue sustituido por Xavier Serbiá

## Producción y grabación
El álbum fue producido por Edgardo Díaz y contó con arreglos de Miguel Moriarty y Alejandro Monroy. Las grabaciones se realizaron en los estudios VU Recording (Puerto Rico) y EXA Music (España), con asistencia técnica de Jordán Castro y Vinny Urrutia. El diseño gráfico estuvo a cargo de Mecánica Graf, la portada fue creada por René Zayas y las fotografías por Rita Hernández. Los cortes finales del disco se llevaron a cabo en The Lacquer Lab.
La pista "Madre" incluye la participación de Inés, Mirta, Rosa y Patty. Las canciones siguieron el estilo de los lanzamientos anteriores: eran sencillas, románticas, con temas juveniles y estribillos pegadizos, dirigidos al público joven. Para mejorar el aspecto vocal, los coros de las canciones fueron reforzados por profesionales, como la profesora de canto del grupo, Marilyn Pagán.

## Ediciones lanzadas
Ese mismo año del lanzamiento del álbum, la discográfica Prodim publicó en Panamá una recopilación musical con el mismo título. La selección de canciones de esta compilación, compuesta por diez temas, presenta un repertorio completamente distinto al del álbum original, excepto por las canciones "Más, mucho más", "No quiero decir adiós" y "No, que no". La portada de esta recopilación tiene un diseño diferente. En Venezuela, la discográfica Colibrí utilizó la misma selección de canciones de la compilación de Panamá, pero mantuvo el mismo título y diseño de portada de Más, mucho más....

## Divulgación
Como parte de la divulgación, el grupo se presentó en programas de televisión.
En Venezuela se presentaron en programas de la emisora RCTV. En Fantástico, presentado por Guillermo "Fantástico" González y Neyda Plessman, cantaron la canción "No que no". En el programa Estamos Contentos, interpretaron "Más, mucho más".
La canción que cierra el álbum, “No quiero decir adiós”, se hizo popular entre los fans del grupo al ser el tema de cierre del programa La gente joven de Menudo, que se transmitía los sábados por Telemundo a principios de los años 1980. En la época del lanzamiento del disco, el programa seguía aumentando en popularidad.

## Lista de canciones
| Álbum de estudio |                            |                                             |                                       |          |  |
| N.º              | Título                     | Escritor(es)                                | Cantante(s)                           | Duración |  |
| 1.               | «Más, mucho más»           | L. Seijas, C. Villa, E. Guerín              | Todo el grupo                         | 3:23     |  |
| 2.               | «Madre»                    | Juan Carlos Calderón                        | René Farrait                          | 4:03     |  |
| 3.               | «No que no»                | C. Martínez Varon, D. Vona, G. P. Felisatti | Óscar Meléndez                        | 2:56     |  |
| 4.               | «Cuando yo era pequeño»    | L. Seijas, C. Villa, E. Guerín              | René Farrait y Johnny Lozada          | 3:14     |  |
| 5.               | «Háblame de ti»            | Pedro José Herrero                          | Carlos Meléndez y Fernando Sallaberry | 3:11     |  |
| 6.               | «A bailar»                 | J. Segura, R. Méndez                        | René Farrait                          | 3:00     |  |
| 7.               | «Mentira para dos»         | José Luis Perales                           | Carlos Meléndez y Fernando Sallaberry | 3:30     |  |
| 8.               | «Demasiado para mi cuerpo» | L. Seijas, F. O. Donaggio                   | Ricky Meléndez                        | 3:12     |  |
| 9.               | «Cara dura»                | María Veranes, J. C. Calderón               | Fernando Sallaberry                   | 3:27     |  |
| 10.              | «No quiero decir adiós»    | Edgardo Díaz, F. De Diego                   | Carlos Meléndez y Fernando Sallaberry | 3:38     |  |

| Álbum recopilatorio |                              |                                          |                                       |          |  |
| N.º                 | Título                       | Escritor(es)                             | Cantante(s)                           | Duración |  |
| 1.                  | «Más, mucho más»             | L. Seijas, C. Villa, E. Guerín           | Todo el grupo                         |          |  |
| 2.                  | «Solo tu amor»               | E. Díaz, Celi Bee                        |                                       |          |  |
| 3.                  | «Laura»                      | J. Seijas, L. G. Escolar                 |                                       |          |  |
| 4.                  | «No que no»                  | Carmine Ewan, D. Voano, G. P. Felisatti  | Óscar Meléndez                        |          |  |
| 5.                  | «No quiero decir adiós»      | E. Díaz, F. de Diego                     | Carlos Meléndez y Fernando Sallaberry |          |  |
| 6.                  | «Ella a-a»                   | J. Seijas, H. Herrero, L. G. Escolar     |                                       |          |  |
| 7.                  | «Mi mejor amiga»             | Centeno                                  |                                       |          |  |
| 8.                  | «Cucubano»                   | Curet Alonso                             |                                       |          |  |
| 9.                  | «Más, mucho más»             | J. Seijas, C. Villa, E. Guerín           |                                       |          |  |
| 10.                 | «Voulez-Vous (Quiere usted)» | B. Andersson, B. Ulvaeus, adapt. E. Díaz |                                       |          |  |